# Hiragishi (metropolitana di Sapporo)
Hiragishi (平岸駅?, Hiragishi-eki) (N12) è una stazione della metropolitana di Sapporo situata nel quartiere di Toyohira-ku, a Sapporo, Giappone.

## Struttura
La stazione è dotata di due marciapiedi laterali, ognuno dei quali accessibile da aree tornelli distinte (è assente il mezzanino) con due binari passanti, protetti da porte di banchina a mezza altezza, al centro in sotterranea e così utilizzati:
| 1 | Linea Namboku | per Makomanai |
| 2 | Linea Namboku | per Asabu     |

## Stazioni adiacenti
| «             | Servizio      | »                |
| Linea Namboku | Linea Namboku | Linea Namboku    |
| ------------- | ------------- | ---------------- |
| Nakanoshima   | Locale        | Minami-Hiragishi |